# Serrognathus consentaneus
Serrognathus consentaneus is een keversoort uit de familie vliegende herten (Lucanidae). De wetenschappelijke naam van de soort is voor het eerst geldig gepubliceerd in 1886 door Albers.